# Deoria (huyện)
Huyện Deoria là một huyện thuộc bang Uttar Pradesh, Ấn Độ. Thủ phủ huyện Deoria đóng ở Deoria. Huyện Deoria có diện tích 2535 ki lô mét vuông. Đến thời điểm năm 2001, huyện Deoria có dân số 2730376 người.